# Џулијус Џенкинс
Џулијус Џенкинс (Форт Лодердејл, 10. фебруар 1981) је амерички кошаркаш. Игра на позицији плејмејкера, а последњи клуб за који је наступао била је Сајнс сити Јену.

## Биографија
Већину каријеру провео је у Немачкој где је наступао за Нирнберг (2003–05), затим је годину дана провео у белгијском Брију (2005/06), да би се потом вратио у Немачку и заиграо за Албу (2006–2011), Брозе баскетс (2011/12) и Олденбург (2012–2015). Два пута је био најкориснији играч Бундеслиге Немачке. У децембру 2015. постао је члан Будућности и са њима провео остатак сезоне.

## Успеси

### Клупски
- Алба Берлин:
  - Првенство Немачке (1): 2007/08.
  - Куп Немачке (1): 2009.
- Брозе баскетс:
  - Првенство Немачке (1): 2011/12.
  - Куп Немачке (1): 2012.
- Олденбург:
  - Куп Немачке (1): 2015.
- Будућност:
  - Првенство Црне Горе (1): 2015/16.
  - Куп Црне Горе (1): 2016.

### Појединачни
- Најкориснији играч Првенства Немачке (2): 2007/08, 2009/10.
- Најкориснији играч финала Првенства Немачке (1): 2007/08.
- Учесник Ол-стар утакмице Првенства Немачке (4): 2008, 2009, 2011, 2014.
- Најкориснији играч Ол-стар утакмице Првенства Немачке (1): 2008.